# Centrum Kultury Filipin
Centrum Kultury Filipin (CCP) (fil. Sentrong Pangkultura ng Pilipinas, ang. Cultural Center of the Philippines) – narodowe centrum kultury na Filipinach z siedzibą w Pasay, nad granicą z Manili, z odpowiedzialności w celu promowania, ochrona i kształtowania kultury i sztuki filipińskiej. Centrum powstało w 1966 roku przez dekret prezydenta Ferdinanda Marcosa, i zostało otwarte w 1969 roku.